# Sukow-Dziedzice-Gruppe

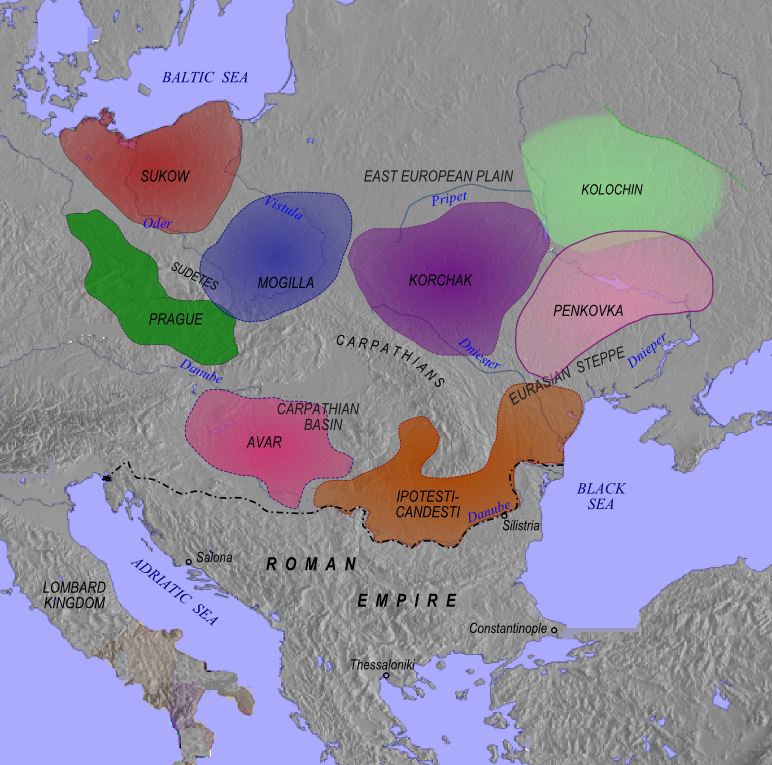
Archäologische Kulturen im 8. Jahrhundert

Die Sukow-Dziedzice-Gruppe ist eine archäologische frühslawische Gruppe des 7. und 8. Jahrhunderts in Mecklenburg-Vorpommern und dem nordwestlichen Polen. Die namensgebenden Fundplätze sind Sukow in Mecklenburg und Dziedzice in der Woiwodschaft Westpommern. 

## Entstehung
Die Träger der Sukow-Dziedzice-Gruppe sollen nach einer älteren Theorie von Joachim Herrmann aus den 1960er Jahren bereits Ende des 6. Jahrhunderts von der oberen Oder nach Norden bis zur Ostsee in ein nahezu unbesiedeltes Gebiet eingewandert sein. Als älteste Datierung galt dabei lange eine dendrochronologische von Hölzern eines Bohlenweges in Sukow um das Jahr 693. Da jedoch der jeweils jüngste Fund eines archäologischen Komplexes den Fund datiert und dieser aus dem Jahr 747 stammt, musste die zeitliche Einordnung revidiert werden.

## Keramik
Die Keramik dieser Gruppe ist unverziert und nicht auf einer rotierenden Töpferscheibe gedreht. Sie hat damit „nur weitläufige Ähnlichkeit“ mit der südlich davon verbreiteten Keramik vom „Prager Typ“.

## Wohnplätze
Die Häuser waren ebenerdig mit Gruben. Darin unterschieden sie sich von den oft eingetieften kleineren Wohnbauten der Prager Kultur.

## Bestattung
Ihre Toten wurden verbrannt und die Asche oberirdisch verwahrt beziehungsweise locker in oder auf Erdhügel gestreut. 

## Fundgruppen
In den 1980er Jahren wurde durch Joachim Herrmann und andere Archäologen eine Zusammenfassung mit Funden aus Szeligi zu einer Sukow-Szeligi-Gruppe vorgenommen. Heute werden sie meistens als unterschiedliche archäologische Gruppen eingestuft.

## Nachfolgekulturen
Ab dem 8. Jahrhundert wird die Sukow-Dziedzice-Gruppe von der Feldberger, Menkendorfer und anderen Kulturen abgelöst.